# 2022年阿肯色州州務卿選舉
2022年阿肯色州州務卿選舉將於2022年11月8日舉行，以選舉下一屆阿肯色州州務卿。現任共和黨州務卿約翰·瑟斯頓競選連任。